# Distretto di Fengrun
Il distretto di Fengrun (丰润区S, Fēngrùn QūP) è un distretto della Cina, situato nella provincia di Hebei e amministrato dalla prefettura di Tangshan.